# Медаль Брюстера
Медаль Брюстера (англ. Brewster Medal) — наукова нагорода Американського орнітологічного товраиства.
Медаль названо на честь американського орнітолога Вільяма Брюстера (1851—1919) і вручається за великі досягнення в галузі науки про птахів. З 1921 до 1937 рр. вручалася раз у два роки, а потім — щорічно.

## Список нагороджених
- 1919 : Роберт Ріджвей (1850—1929)
- 1923 : Arthur Cleveland Bent (1866—1954)
- 1925 : Волтер Едмонд Клайд Тодд (1874—1969) і Melbourne Armstrong Carriker (1879—1965)
- 1927 : John Charles Phillips (1876—1938)
- 1929 : Карл Едуард Геллмайр (1878—1944)
- 1931 : Florence Augusta Merriam Bailey (1863—1948)
- 1933 : Френк Чепмен (1864—1945)
- 1935 : Herbert Lee Stoddard (1889—1968)
- 1937 : Robert Cushman Murphy (1887—1973)
- 1938 : Thomas Sadler Roberts (1858—1946)
- 1939 : Witmer Stone (1866—1939) (посмертна нагорода)
- 1940 : Джеймс Лі Пітерс (1890—1952)
- 1941 : Donald Ryder Dickey (1887—1932) і Adriaan Joseph van Rossem (1892—1949)
- 1942 : Margaret Morse Nice (1883—1974)
- 1943 : Alden Holmer Miller (1906—1965)
- 1944 : Roger Tory Peterson (1908—1996)
- 1945 : Ганс Альберт Гохбаум (1911—1988)
- 1946 : -
- 1947 : Френсіс Кортрайт.
- 1948 : Девід Лек (1910—1973).
- 1949 : -
- 1950 : Александер Френк Скатч (1904—2004).
- 1951 : Samuel Charles Kendeigh (1904—1986).
- 1952 : Джон Тодд Зіммер (John Todd Zimmer, 1889—1957).
- 1953 : Гільдегарда Говард (1901—1998).
- 1954 :  Джеймс Бонд (1900—1989).
- 1955 : William Henry Phelps (1875—1965).
- 1956 : Джордж Лоурі (1913—1978).
- 1957 : Robert Porter Allen (1905—1963).
- 1958 : Arlie William Schorger (1884—1972).
- 1959 : Александр Ветмор (1886—1978).
- 1960 : Donald Sankey Farner (1915—1988).
- 1961 : Harold F. Mayfield.
- 1962 : Albert Wolfson.
- 1963 : Ralph Simon Palmer (1914—2003).
- 1964 : Герберт Фрідманн (1900—1987).
- 1965 : Ернст Вальтер Майр (Ernst W. Mayr, 1904—2005).
- 1966 : George A. Bartholomew.
- 1967 : Волтер Едмонд Клайд Тодд (1874—1969).
- 1968 : Wesley E. Lanyon.
- 1969 : -
- 1970 : -
- 1971 : Чарльз Сіблі (1917—1998).
- 1972 : Девід Сноу і Барбара Сноу.
- 1973 : Rudolfo Armando Philippi B. і Alfred W. Johnson.
- 1974 : James R. King.
- 1975 : Jürgen Haffer.
- 1976 : Gordon Orians.
- 1977 : Родольф Мейер де Шауенсі (1901—1984).
- 1978 : Пірс Бродкорб (1908—1992).
- 1979 : William R. Dawson.
- 1980 : Frank Pitelka.
- 1981 : William Tinsley Keeton (1933—1980).
- 1982 : Роберт Ріклефс.
- 1983 : John W. Fitzpatrick і Glen E. Woolfenden.
- 1983 : Peter R. Grant.
- 1986 : Val Nolan Jr..
- 1987 : Jerram L. Grant.
- 1988 : Robert B. Payne.
- 1989 : Noel F. R. Snyder.
- 1990 : Fred Cooke.
- 1991 : Lewis W. Oring.
- 1992 : Ned K. Johnson.
- 1993 : Richard T. Holmes.
- 1994 : D. Frank McKinney.
- 1995 : Eugene S. Morton.
- 1996 : Kenneth P. Able.
- 1997 : John Avise.
- 1998 : Frank B. Gill.
- 1999 : Walter D. Koenig.
- 2000 : Cynthia Carey.
- 2001 : Stephen I. Rothstein.
- 2002 : James N. M. Smith.
- 2003 : Douglas W. Mock.
- 2004 : Russell Balda і Alan Kamil.
- 2005 : Robert M. Zink.
- 2006 : Sidney A. Gauthreaux
- 2007 : Allan J. Baker
- 2008 : Spencer Sealy
- 2009 : Joanna Burger
- 2010 : Steven Robert Beissinger
- 2011: Sandra L. Vehrencamp
- 2012: Robert C. Fleischer
- 2013: James Van Remsen, Jr.
- 2014: Geoffrey E. Hill
- 2015: B. Rosemary Grant
- 2016: Patricia G. Parker
- 2017: James D. Nichols
- 2018: Bette A. Loiselle
- 2019: Helen F. James & Craig Benkman

## Ресурси Інтернету
- www.aou.org [Архівовано 26 вересня 2007 у Wayback Machine.](англ.)